# ДПТНЗ «Красилівський професійний ліцей»
ДПТНЗ «Красилівський професійний ліцей» — державний професійно-технічний навчальний заклад створений в 1970 році в м. Красилів, на місті величного маєтку Миколи Сапіги.

## Передісторія

### Сапіги
Міста, як і люди, мають своє неповторне обличчя, свій характер, своє життя, свою історію. Таким є і місто Красилів на Хмельниччині, де в чудовому парку стоїть Красилівський професійний ліцей, приміщення якого колись було величним  маєтком Миколи Сапіги, власника Красилова. Стіни палацу пам'ятають епохальні події з історії краю, і відлуння давнини дає нам зрозуміти місце в історії тих, хто тут жив і творив.
Будівництво римо-католицького костелу та палацу у Красилові було розпочате у 80-ті роки 18 століття за ініціативи тодішнього власника Красилова Франціска-Ксаверія Сапіги (сина Ігнація Сапіги, воєводи Мстиславського). Франціск-Ксаверій Сапіга, як і всі попередні власники Красилова, у містечку не жив. Він був воєводою смоленським, а далі -  мерецьким.
В 90-х роках 18 століття, в Красилові змінюється власник. Ним стає середній син Франціска-Ксаверія Микола Сапіга,мальтійський лицар, полковник французької, а потім і російської армії, волинський маршалок. Відомий ще один дуже цікавий історичний факт, який свідчить, що один з перших власників маєтку в Красилові Миколай Сапєга був не лише полковником  французьких військ, а й особисто камергером свого імператора Наполеона Бонапарта І. На перших порах він інтенсивно продовжив розпочате ще його батьком будівництво римо-католицького костелу та палацу в Красилові. Костел вступив у дію в 1795 році як філія кульчинського костелу. Палац Микола Сапіга закінчив будувати на початку 19 століття. У своїх щоденниках князь Леон Сапіга, який ще дитиною у 1812 році відвідав свого родича Миколая, зазначає, що був у Красилові і споглядав "гарний палац і парк".
Беззаперечним фактом залишається й те, що під палацом було споруджено підземний хід, який вів аж до римо-католицького костелу.
Підземний хід існує й сьогодні, але ще у радянські часи був замурований. Колись він слугував власникам будівлі в цілях безпеки, а також вони могли непомітно переходити до костелу на богослужіння.
На жаль, добудова палацу - це останні успіхи Миколи Сапіги в господарській діяльності. Надалі він так хазяйнував у Красилові, що до 1814 року заборгував кредиторам величезну суму грошей, навіть усі його маєтки коштували менше.
За рішенням суду власність князя у Красилові була передана у коліокаційну власність його кредиторам, згідно старшинства за табелем його боргів. Найбільша частка дісталася дружині Миколи Ідалії Сапіжиній (до шлюбу Потоцькій). До речі, Ідалія Потоцька була донькою одного з найвідоміших польських графів Станіслава Потоцького, який заклав свого часу в Умані чудовий парк "Софіївка". А мати Ідалії, Жозефіна Амалія Мнішек, була прямою нащадкою московської цариці Марини Мнішек, дружини Лжедмитрія Першого, котрий царював у Росії на початку 17 століття.
У 1840 році Ідалія передає свої права, як заставні, так і коліокаційні, дочці, теж Ідалії, яка незадовго до того, у 1837 році, стала дружиною колезького радника Костянтина Чорбу.

### Маньковські
Новим власником виявився дуже багатий польський поміщик Емерик Северинович Маньковський (1826-1913). Маньковським було засновано ряд дитячих притулків, в тому числі в Красилові. Утримувався красилівський притулок на кошти родини Маньковських.
Емерик (старший) Маньковський передав Красилівську маєтність сину, Емерику. Емерик - молодший народився у 1856 році; одружився з Марією Ярошинською, мав з нею двох дітей: Кароля, 1895 року народження та Юзефа, 1904 року народження. Коли саме Емерик-старший передав красилівську маєтність сину, точно не відомо. Але на початку 20 століття власником в Красилові був Емерик-молодший. Згодом у 1909 році він помирає. Останніми власниками цієї маєтності були його сини: Кароль і Юзеф.
До повноліття старшого з них опікувалася маєтком їх мати Марія, яка постійно проживала в Красилові. То ж і збереглася в людській пам'яті саме вона - пані Маньковська - як власниця маєтку та гарного палацу.
Революція і громадянська війна наклали темний відбиток на садибу Маньковських. Жителі містечка ласо позирали у бік колишнього панського маєтку, прикидаючи, чим саме там можна поживитися. Але, завдячуючи тому, що у Красилові був створений польський легіон, який стояв на території цукрового заводу, розподіл землі й подальше розграбування маєтку з грудня 1917 по січень 1918 року відбувалися не так інтенсивно, як це було  в більшості  маєтків Красилівщини. Та все ж його було пограбовано, а доля Марії Маньковської, дворянки з великим серцем і доброю душею, що опікувалась дитячими будинками, склалася драматично.
За однією з версій пані Маньковську розстріляли більшовики у 1919 році. Існує також версія, що Марія Маньковська все ж врятувалася від небезпеки, завчасно виїхавши в Польщу. Але всі ці версії й надалі є нерозгаданою таємницею останніх днів цієї величної жінки,яка залишила в пам'яті нашого містечка та краю свій світлий слід.

## Історія навчального закладу
10 жовтня 1921 року з усіх  кінців містечка Красилова до колишнього палацу поміщиків Маньковських поспішали групи дітей різного віку. Так, запрацювала Красилівська семирічна школа соціального виховання.
Зокрема, у 1923 році тут почало діяти фабрично-заводське училище (ФЗУ). Кожен учень за три місяці повинен був пройти всі кваліфікації: коваля, котельника, модельника, токаря, ливарника і здати екзамен. Заводський комітет створював комісію з числа висококваліфікованих робітників  для встановлення розряду.
Першим завідуючим семирічки був І.Р.Глинський. Перші відомі кількісні показники школи: у 1922-1923 роках навчалися 6-7 груп  - 125 -250 чоловік і  працювали 7-9 вчителів. Ця школа була українською і в 1927 році її повна назва: "Красилівська українська трудова семирічна школа №1 імені Петровського".
На той час цукровий комбінат вже звільнив для навчання дітей всі приміщення садиби Маньковських. При школі був інтернат для дітей із сімнадцяти навколишніх сіл. Школа перейшла на навчання за планом сільськогосподарського (агрономічного) спрямування.
У другій половині тридцятих років Красилівська середня школа №1 працювала не ритмічно через репресії проти її працівників та часту заміну керівників навчального закладу.
У післявоєнні роки, у колишній панській садибі продовжувала функціонувати десятирічна школа (до 1968 року включно).
З дня заснування Красилівського технічного училища (ТУ №2) підготовка робітничих кадрів проводилась у приміщенні корпусу №1, де колись розташовувалась перша у місті Красилові семирічка, за такими професіями: слюсар механоскладальних робіт. Термін навчання тривав 1 рік. Комплектація навчальних груп проводилась із числа молоді, що мали середню освіту. У зв'язку з гострою потребою робітників для виробничого об'єднання імені Артема, до складу якого входили Красилівський завод металовиробів, машинобудівний завод міста Вишневого Київської області, формувались також  групи учнів із числа демобілізованих за професіями: токар, фрезерувальник, слюсар механоскладальних робіт. Загальний контингент учнів становив триста чоловік, тобто десять навчальних груп.
До циклу теоретичних дисциплін входить: спеціальна технологія відповідної справи, технологія металів, технічне креслення, допуски і технічні вимірювання, політична економія, естетичне виховання, фізична культура і допризовна підготовка.
Виробниче навчання проводилось у майстернях, що розміщувались на першому поверсі навчального корпусу. Для учнів, із числа демобілізованих з лав радянської армії, виробнича практика проводилась у виробничих цехах Красилівського заводу металовиробів. За кожним із таких учнів був закріплений висококваліфікований робітник заводу.
Матеріально-технічна база виробничих майстерень училища складала:
- токарних верстатів - 21
- фрезерних верстатів - 12
- токарно-револьверних верстатів - 12
- слюсарних верстатів - 30
- свердлильних верстатів - 5
- заточувальних верстатів - 6
- електрозварювальних апаратів - 5.

Матеріально-технічне забезпечення (необхідне обладнання) для підготовки робітничих кадрів здійснювалося Красилівським заводом металовиробів, який, окрім того, виділяв кошти для доплати до стипендії у розмірі 37 карбованців на кожного учня. Таким чином, учні одержували 67 карбованців стипендії. Заробітна плата на той час становила 60 карбованців.
Переддипломну виробничу практику учні проходили на всіх підприємствах об'єднання згідно укладених договорів. За період виробничої практики учні, крім стипендії, одержували 90 відсотків заробітної плати. Підприємства, по завершенню виробничої практики учнів, забезпечували усіх бажаючих випускників працевлаштуванням та житлом.
На другому році функціонування Красилівського технічного училища №2,  у 1971 році директором стає Панас Федорович Крисоватий (родом  із села Печеське Красилівського району), капітан запасу, що пройшов всю війну. Це талановитий освітянин, який закінчив Вінницький вчительський інститут та у 1955 році історичний факультет Кам'янець-Подільського державного педагогічного інституту. Панас Крисоватий на керівній посаді перебував не довгий час, проте в історії навчального закладу залишив помітний слід.
У вересні 1968 року в приміщенні звільненого Красилівською школою №1(нинішня будівля ліцею) було створено перші майстерні агрегатного заводу як філію при Київському виробничому об'єднанні ім.Артема за розпорядженням Міністерства Авіаційної промисловості СРСР.
Відповідно до наказу Державного комітету Ради Міністрів УРСР по професійно-технічній освіті №103 від 22 вересня 1970 року та наказу Хмельницького обласного управління професійно-технічної освіти №88 від 20 серпня 1970 року у відповідності з планом Державного комітету Ради Міністрів УРСР,  1 жовтня 1970 року у місті Красилові відкривається Технічне училище (ТУ) з плановим контингентом учнів 300 чоловік.
В 1984 році Технічне училище №2 реформовано в Красилівське середнє професійно-технічне училище (СПТУ)  №12. Інженерно-падагогічний колектив взяв на себе завдання на розробку та виготовлення тренажерів і макетів за всіма професійними напрямками. Автори тренажерів були нагороджені  медалями та отримали дипломи.
1993 рік Красилівське середнє професійно-технічне училище  №12 перейменовано в Красилівське професійно-технічне училище (ПТУ) №12.
З січня по вересень 1997 року тривав найскрутніший період для навчального закладу. У відповідності до наказу Міністерства освіти України від 4 червня 1997 року "Про вдосконалення мережі  професійно-технічних навчальних закладів в Хмельницькій області", Красилівське професійно-технічне училище №12 реорганізовано у філію Старокостянтинівського професійно-технічного училища №1.
Відповідно до наказу Міністерства освіти і  науки України №49 від 26 січня 2005 року та наказу управління освіти і науки Хмельницької обласної державної адміністрації №41 від 7 лютого 2005 року Красилівську філію Старокостянтинівського професійно-технічного училища №1 реорганізовано в самостійний навчальний заклад - Державний професійно-технічний навчальний заклад "Красилівський професійний ліцей".
2006 рік знаменується впровадженням в навчальний заклад соціального проєкту міні-гранту "Знайди себе" - підтримуюча програма по зняттю залежності підлітків від шкідливих звичок у партнерстві з Службою у справах неповнолітніх Красилівської Районної державної адміністрації, кримінальною міліцією у справах неповнолітніх та Красилівським районним відділом  УМВСУ в Хмельницькій області за фінансової підтримки Міністерства у справах міжнародного розвитку Великобританії (DFID) в рамках Проєкту сприяння реформі соціальних послуг в Україні. Також, восени цього року, успішно впроваджується ще один соціальних проєкт "Шанс" - центр профілактики серед неповнолітніх, які перебувають у конфлікті із законом.
З 1 лютого по 1 квітня 2007 року було впроваджено соціальний проєкт "Успіх" (центр підтримки для неуспішних молодих людей у Красилівському районі) за фінансової підтримки Міністерства у справах міжнародного розвитку Великобританії (DFID).
В 2007 році згідно рішення Колегії Міністерства освіти і науки України від 28 серпня 2007 року  Державний професійно-технічний навчальний заклад "Красилівський професійний ліцей" увійшов до сотні найкращих навчальних закладів України, а директору ліцею - Лесі Маланчак, присвоєно почесне звання "Відмінник освіти України".
Неодноразово навчальний заклад був високо оцінений і відзначений на III, IV, V Міжнародних виставках - "Сучасні заклади осівти - (2012,2013,2014 рр.)".

## Напрями підготовки
Навчальний заклад здійснює підготовку кваліфікованих робітників за такими напрямами:
На базі 9 класів (термін навчання – 3 роки):
- кухар;
- кондитер;
- слюсар-ремонтник;
- слюсар з ремонту колісних транспортних засобів;
- штукатур;
- лицювальник-плиточник;
- маляр.

На базі 11 класів (термін навчання - 1,5 роки):
- кухар.

На базі 11 класів (термін навчання - 1 рік):
- слюсар-ремонтник.

Курсова підготовка на базі 11 класів:
- перукар (перукар-модельєр);
- тракторист-машиніст сільськогосподарського виробництва (кат. «А1», «А2», «В1», «В2», «В3», «С», «D1», «D2», «E1», «E2», «G1», «G2»)
- електрозварник на автоматичних та  напівавтоматичних машинах;
- електромонтер з ремонту та обслуговування електроустаткування;
- муляр;
- оператор заправних станцій;
- соціальний робітник.

НАВЧАННЯ ДОРОСЛОГО НАСЕЛЕННЯ
Професії
- Тракторист машиніст сільськогосподарського виробництва (кат. «А1», «А2», «В1», «В2», «В3», «С», «D1», «D2», «E1», «E2», «G1», «G2»)
- Електрозварник на автоматичних та напівавтоматичних машинах
- Електромонтер з ремонту та обслуговування електроустаткування
- Муляр
- Оператор заправних станцій
- Соціальний робітник
- Кухар
- Штукатур, лицювальник-плиточник, маляр[6]

## Вимоги до вступників
Для вступу в училище необхідно подати:
- Заяву на ім’я директора.
- Документ про освіту (оригінал).
- Копію паспорта.
- Довідка про реєстрацію місця проживання.
- Копію довідки про присвоєння ідентифікаційного коду.
- Медичну довідку (форма 086/0) з висновком про придатність до навчання за обраною професією (оригінал).
- Картка профілактичних щеплень (форма 063/о).
- Довідку про склад сім’ї.
- 8 фотокарток розміром 3×4 см.

## Керівники закладу
1968 рік - перший директор перших майстерень  Декерменджі Петро Федорович
1970-1971 - перший директор технічного училища  Дробович Олексій Антонович
1971 рік - директор  Крисоватий Панас Федорович
1973-1989  - директор Козюра Анатолій Кузьмич
1989 -1998  - директор Куріпко В'ячеслав Андрійович
1998-2001  - директор Пташка Леонід Матвійович
2003 рік - завідуюча філією Маланчак Леся Іванівна
з 2005 року - директор Маланчак Леся Іванівна.

## Відомівипускники
Справжньою гордістю стали  випускники навчального закладу, яких налічується вже понад 13 тисяч. Окремі з них у різні періоди займали керівні посади в  місті Красилів:
- Віктор Вікарчук,
- Віктор Адамський,
- Володимир Кравчук,
- Микола Галиш.

Багато хто знайшов своє місце в інших галузях:
- Сергій І.Ковалець (майстер спорту, чемпіон СРСР),
- Віктор  Тробюк (заступник начальника кафедри озброєння та стрільби Академії прикордонних військ імені Богдана Хмельницького),
- Валерій  Лобов (воїн–афганець, кавалер 2 орденів Червоної Зірки) та інші.